# Горяшко Олексій Маркіянович
Олексій Маркіянович Горяшко (28 травня 1934, село Пересічне, тепер селище Дергачівського району Харківської області — 5 жовтня 2021, Москва) — український радянський діяч, начальник Українського управління цивільної авіації. Депутат Верховної Ради УРСР 8—11-го скликань. Кандидат у члени ЦК КПУ в 1976—1981 р. Член ЦК КПУ в 1981—1990 р.

## Біографія
Народився в родині робітника.
У 1953 році закінчив Харківську спецшколу Військово-повітряних сил СРСР, у 1956 році закінчив Краснокутське льотне училище цивільної авіації Саратовської області РРФСР.
У 1956—1967 роках — пілот, пілот-інструктор, заступник командира, командир льотного загону Харківського об'єднаного авіаційного загону.
Член КПРС з 1960 року.
У 1967—1970 роках — командир Донецького об'єднаного авіаційного загону.
У 1969 році закінчив Ленінградське вище училище цивільної авіації.
У 1970—1987 роках — начальник Українського управління цивільної авіації.
У 1987—1988 роках — 1-й заступник голови Державного авіаційного нагляду СРСР при Раді Міністрів СРСР.
У 1988—1990 роках — заступник, у 1990—1991 роках — 1-й заступник міністра цивільної авіації СРСР.
З 1992 року — регіональний представник Аерофлоту Російської Федерації в Австралії і країнах Південно-Східної Азії.
Потім — на пенсії в місті Москві. Голова некомерційного партнерства «Клуб ветеранів вищого керівного складу цивільної авіації» — клуб «Опыт» Російської Федерації.

## Нагороди
- орден Леніна
- два ордени Трудового Червоного Прапора
- орден Дружби народів
- орден Знак Пошани
- медалі
- лауреат Державної премії Української РСР в галузі науки і техніки (1976)
- лауреат Державної премії СРСР
- заслужений пілот СРСР